# IC 3152
IC 3152 ist eine Elliptische Galaxie vom Hubble-Typ E/S0 im Sternbild Hydra südlich der Ekliptik. Sie ist schätzungsweise 140 Millionen Lichtjahre von der Milchstraße entfernt und hat einen Durchmesser von etwa 75.000 Lichtjahren. 
Das Objekt wurde am 1. Januar 1898 von Lewis Swift entdeckt.